# Lomatia persica
Lomatia persica är en tvåvingeart som beskrevs av Paramonov 1924. Lomatia persica ingår i släktet Lomatia och familjen svävflugor. Inga underarter finns listade i Catalogue of Life.